# Daniel Lindenberg
Pour les articles homonymes, voir Lindenberg.
Daniel Lindenberg, né le 22 octobre 1940 à Clermont-Ferrand et mort le 12 janvier 2018 dans le 15e arrondissement de Paris,, est docteur en sociologie, essayiste, historien des idées et journaliste français.

## Biographie
Né de parents immigrés juifs polonais, Daniel Lindenberg fréquente dans sa jeunesse le mouvement sioniste socialiste Hachomer Hatzaïr. Il suit des études d'histoire et de sociologie à la Sorbonne et adhère à l'Union des étudiants communistes durant les années 1960. Il passe ensuite à l'Union des jeunesses communistes marxistes-léninistes (UJCml), un groupe maoïste où milite également Blandine Kriegel. Celle-ci le fera rompre par la suite avec le marxisme.
Docteur en sociologie, avec une thèse de doctorat de 3e cycle sous la direction de l'historien François Furet et en co-tutelle de l'université Paris-Descartes et de l'École des hautes études en sciences sociales (1979), il se consacre à l'histoire des idées à partir des années 1970. Ses premiers livres sont marqués par les options politiques de l’époque : L’Internationale communiste et l’École de classe (1972), inspiré par le philosophe althussérien Nikos Poulantzas, et Le Marxisme introuvable (1975). À cette époque, Lindenberg tente de délimiter une tradition socialiste française non marxiste.
Ami d’Olivier Mongin, qui succède à Paul Thibaud en 1988 à la tête d’Esprit, Lindenberg y publie des articles consacrés à l’histoire intellectuelle ainsi qu’au conflit israélo-arabe. Partisan du franco-judaïsme, il milite pour une version « laïque et humaniste » de la judéité. Conseiller à la direction de la revue, il y anime les réunions hebdomadaires de lecteurs au siège parisien. Il appartient aussi au comité de rédaction de la revue d'histoire Mil neuf cent,.
Habilité à diriger des recherches en science politique en 1994, il est professeur de science politique à l'université Paris VIII.

### Prise de position
En 2007, il appelle à voter pour Ségolène Royal, dans un texte publié dans Le Nouvel Observateur, « contre une droite d’arrogance », pour « une gauche d’espérance ».

## Polémique des «nouveaux réactionnaires»
En 2002, Daniel Lindenberg publie un pamphlet intitulé Le Rappel à l'ordre : Enquête sur les nouveaux réactionnaires dans lequel il dénonce un glissement idéologique, sinon un basculement, chez certains intellectuels longtemps étiquetés « de gauche ». Il décrit une « nébuleuse » rassemblant des hommes venus d'horizons divers, qui en viennent à critiquer une certaine conception des droits de l'homme, ainsi que l’antiracisme et l’influence de Mai 68. Le livre de Lindeberg parle chez ces auteurs de « libido réactionnaires ». L'ouvrage, très médiatisé, vise des personnalités telles que Alain Finkielkraut, Marcel Gauchet, Michel Houellebecq, Philippe Muray ou encore Pierre-André Taguieff. Il suscite de nombreuses polémiques, et plusieurs critiques, notamment de la part des personnalités critiquées par Lindenberg.
Pour le romancier Philippe Muray, le livre de Daniel Lindenberg est une manière de permettre à des personnalités médiatiques et des censeurs tels que Edwy Plenel et Pierre Rosanvallon de repérer des individus susceptibles d'être leurs opposants politiques et d'être en désaccord avec la modernité.
Pour le philosophe Jean-Claude Michéa, l'ouvrage est symbolique d'une nouvelle posture intellectuelle qui associe abusivement tout refus « d'acquiescer à l'économie de marché » à un retour aux idées de Charles Maurras.
Éric Zemmour décrit un texte « bref, superficiel, sans grand talent et profondeur ». Selon lui, l'important pour Lindenberg, quelques mois après la présidentielle de 2002, est de désigner des coupables pour les proposer à la « guillotine médiatique ».

## Publications
- L'Internationale communiste et l'école de classe (dir. d'ouvrage), Paris, Maspero, 1972
- Le Marxisme introuvable, Paris, Calmann-Lévy, 1975
- Avec Pierre-André Meyer, Lucien Herr, le socialisme et son destin, Paris, Calmann-Lévy, 1977
- Les Années souterraines (1937-1947), Paris, La Découverte, 1990
- Figures d’Israël, Paris, Hachette, 1997
- Le Rappel à l'ordre : enquête sur les nouveaux réactionnaires, Paris, Le Seuil, 2002
- Destins marranes, Paris, Hachette, 2004 (prix Alberto-Benveniste, 2005)
- Choses vues : une éducation politique autour de 68, Bartillat, 2008
- Le Procès des Lumières : essai sur la mondialisation des idées, Paris, Le Seuil, 2009
- Y a-t-il un parti intellectuel en France ? : essai sur les valeurs modernes, Armand Colin, 2013

## Filmographie
- Hôtel du Parc (1992), réalisé par Pierre Beuchot ; coscénaristes : Daniel Lindenberg et Jérôme Prieur ; avec André Wilms et Marylène Dagouat